# Cuiabá EC
Cuiabá EC is een Braziliaanse voetbalclub uit Cuiabá in de staat Mato Grosso.

## Geschiedenis
De club werd in 2001 opgericht door ex-voetballer Gaúcho. Amper twee jaar later won de club al het staatskampioenschap. Na een financiële crisis werd de voetbalafdeling van de club gesloten in 2006. In 2009 werd de afdeling weer heropgestart. Opnieuw won de club twee jaar later al de staatstitel. In 2011 promoveerde de club naar de Campeonato Brasileiro Série D en een jaar later naar de Campeonato Brasileiro Série C. In 2015 won de club de Copa Verde. Na de heenwedstrijd in de finale zag het er uitzichtloos uit tegen Remo na een 4-1 nederlaag, maar in de terugwedstrijd kon de club 5-1 maken en haalde zo de beker binnen en plaatste zich voor de Copa Sudamericana 2016, waar de club in de eerste ronde verloor van Chapecoense. In 2018 werd de club vicekampioen in de Série C en promoveerde zo voor het eerst naar de Série B. In het eerste seizoen van de Série B werd de club achtste en won de club de Copa Verde. In 2020 werd de club vierde en promoveerde zo voor het eerst naar de Série A. Het was ook de eerste club van de staat die hierin slaagde sinds de Série A halverwege de jaren tachtig geen rechtstreekse deelnemers meer per staat had. De club eindidge de volgende jaren boven de degradatiezone of de lagere middenmoot. Ze konden twee keer internationaal voetbal afdwingen, maar in 2024 volgde een degradatie.

## Erelijst
Campeonato Mato-Grossense
2003, 2004, 2011, 2013, 2014, 2015, 2017, 2018, 2019, 2021, 2022, 2023, 2024
Copa Verde
2015, 2019
Amazonas ·
América Mineiro · 
Athletic · 
Athletico Paranaense ·
Atlético Goianiense · 
Avaí ·
Botafogo-SP ·
Chapecoense · 
Coritiba ·
CRB · 
Criciúma ·
Cuiabá ·
Ferroviária · 
Goiás ·
Novorizontino ·
Operário Ferroviário ·
Paysandu ·
Remo · 
Vila Nova ·  
Volta Redonda